# A Limia
A Limia è una comarca della Spagna, situata nella comunità autonoma di Galizia ed in particolare nella provincia di Ourense.